# 지덕해
지덕해(池德海, 1583년 ~ 1641년)는 조선의 문신, 정치인이다. 본관은 충주(忠州), 자는 수오(受吾), 호는 뇌봉(雷峯)이다. 지평(持平), 영해부사(寧海府使), 정언 등을 역임하고, 승정원 도승지(承政院都承旨)로 추증되었다. 저서로 《뇌봉집(雷峯集)》이 있다. 묘는 대전광역시 유성구에 있다.

## 생애
1606년(선조 39년) 24세 때 생원(生員)시에 합격하여 태학(太學)에서 유학할 때 유생들이 인목대비(仁穆大妃) 폐위(廢位)에 가담하는 것으로써 출세하려고 하자 고향으로 돌아갔다. 이 때 명성이 나 승문원(承文院) 정자(正字)를 거쳐 저작(著作)으로 전직되었다.
인조반정 후 1624년(인조 2년) 증광 문과에 급제하여 봉상시직장(奉常寺直長)으로 있다가 휴가를 얻어 향리에 머물고 있던 중 1627년 정묘호란이 일어나자 왕세자를 호남(湖南)으로 배위(陪衛)하며 『분조일기(分朝日記)』 네 권을 편수하여 올렸다.
그 뒤 전적(典籍)으로 승진하였다가 외직으로 나가 양재도 찰방(良才道察訪)이 되어 폐단을 제거하니, 역졸(驛卒)들이 비석을 세워 칭송하였다. 병조 좌랑(兵曹佐郞)이 되었을 때 조정에서 문신(文臣)의 수령을 써야 한다고 의논하자, 용강 현령(龍岡縣令)이 되어 백성을 교화하는 도리에 주력하여 따르는 고을 백성들이 많았다. 이후 공조 좌랑(工曹佐郞)에 임명되어 춘추관 기사관(春秋館記事官)을 겸임하였다가 예조 정랑(禮曹正郞), 병조정랑(兵曹正郞)으로 전직되었고 사간원 정언(司諫院正言)에 임명되었다.
1632년(인조 10년) 지평(持平)이 되어 권신(權臣)을 탄핵하였는데, 이 때부터 양사(兩司)에 출입하였다. 1632년 사친추숭(私親追崇)을 반대한 대사헌 박동선(朴東善), 집의 권도(權濤) 등이 화를 당하자 간언을 임무로 하는 대간을 벌함은 잘못이라 하여 신구하다가 왕의 비위를 거슬러 빈번히 청요직(淸要職)에 윤허되지 않았다.
이후 병조 정랑(兵曹正郞)으로 춘추관 기주관(春秋館記注官)을 겸임하였다가 강원도 경차관(江原道敬差官), 성균관 사예(成均館司藝)로 임명되었다. 다시 장령(掌令)으로 전직되어 논하기를, “지난날 폐모(廢母)의 의논에 참여한 자들은 인륜에 죄를 얻었는데도 불구하고 성상께서 너그럽고 인자하여 죽음을 면해주었습니다만 지금 다시 유배의 명단을 삭제할 수 없습니다.” 하고, 또 말하기를, “왕자(王子) 이늑(李玏, 선조(宣祖)의 왕조)이 임금의 숙부라는 것을 믿고 노복을 풀어 나쁜 짓을 자행하였으니, 그의 죄를 다스리고 그 노복은 빨리 머리를 베어 조리를 돌리도록 명하소서.”라고 하였다. 이어 영해 부사(寧海府使)를 역임하였다.
1636년(인조 14년) 10월 8일 정언이 되었다. 지덕해가 조정에 돌아가기 전에 임금이 적병을 피하여 남한산성(南漢山城)으로 들어갔다는 말을 듣고 곧바로 달려가다가 도중에 체찰사(體察使) 종사관(從事官) 박서(朴遾)를 만나 충청좌도 소모관(忠淸左道召募官)으로 임명되었다. 지덕해는 여러 고을에 격문(檄文)을 보냈는데, 그 격문에, “외로운 성이 포위되어 성상이 내린 교지가 애통하였으니, 혈기(血氣)가 있는 사람치고 그 누가 북쪽으로 가 앞을 다투어 목숨을 바치려고 하지 않겠는가?”라고 하였는데, 짧은 기간에 병사와 식량을 모집할 수 있었다. 1637년(인조 15년) 의병을 일으켜 항쟁하려 하였으나, 강화가 이루어져 왕세자가 인질이 되어 북쪽으로 갔다는 말을 듣자, 북쪽을 바라보고 통곡하며 고향으로 돌아갔다. 이후 명사와 교유하고 북벌론을 선창하였다.
1641년(인조 19년) 8월 13일에 향년 59세로 세상을 떠나자, 승정원 도승지(承政院都承旨)로 추증(追贈)되었다. 그의 어질고 깨끗한 절개를 기리고자 송시열이 묘비를 찬(撰)하고 송준길이 서(書)하였다.

## 가족
- 고조부 : 현감(縣監) 지준(池浚)
- 고조모 : 파평 윤씨(坡平尹氏) 윤필상(尹弼商)의 셋째 딸
  - 증조부 : 시직 지영수(池永洙)
    - 조부 : 증 호조참의 지난(池蘭)
      - 부 : 생원 지경청(池景淸)

    - 외조부 : 송수(宋璲)
      - 모 : 은진 송씨(恩津宋氏)
        - 형 : 지명해(池命海)
        - 형 : 지수해(池壽海)

      - 처부 : 윤직방(尹直方)
        - 부인 : 파평 윤씨(坡平尹氏)
          - 장남 : 지여규(池汝虬)
            - 손자 : 지응조(池應祖)

          - 차남 : 지여귀(池汝龜)
            - 손자 : 지응일(池應一)

          - 장녀 사위 : 김용석(金用錫)
            - 외손자 : 김순익(金舜翼)

          - 차녀 사위 : 이원배(李元培)
            - 외손자 : 이흠(李欽)

          - 삼녀 사위 : 민광섬(閔光暹)
            - 외손자 : 민후중(閔厚重)
            - 외손자 : 민안중(閔安重)
            - 외손녀 사위 : 이세형(李世馨)

          - 사녀 사위 : 권흥정(權興鼎)
            - 외손자 : 권부

        - 첩 : 성산 이씨(星山李氏) 이구(李竘)의 딸
          - 서녀 사위 : 이덕원(李德遠)

## 저서
저서로 《뇌봉집(雷峯集)》을 저술하였다. 3권 1책으로 국립중앙도서관에 보관되어 있다.